# Asterotheca
Asterotheca Presl in Corda, 1845 es un género extinto de monilophytas conocido a partir de sus restos fósiles aparecidos en numerosos yacimientos en todo el mundo. Por la datación de los sedimentos en los que ha aparecido se considera que esta planta tuvo una distribución cosmopolita durante el Pérmico al Triásico aunque se han reportado ejemplares en rocas del Jurásico.
Estas plantas vasculares sin semilla (helechos) y la reproducción por esporas. Contaba con la estructura morfológica similar a la de un helecho tipo con frondes tipo pecopteroideo con pínulas estériles y fértiles de menor tamaño y portadoras de sinangios.

## Distribución
En Brasil se han encontrado fósiles de una especie indeterminada de Asterotheca. Se encuentran en el geoparque Paleorrota, en el yacimiento del Morro Papaleo (municipio de Mariana Pimentel), en la Formación Río Bonito, de edad Sakmariense (Pérmico).